# Johannes Koch-Mehrin

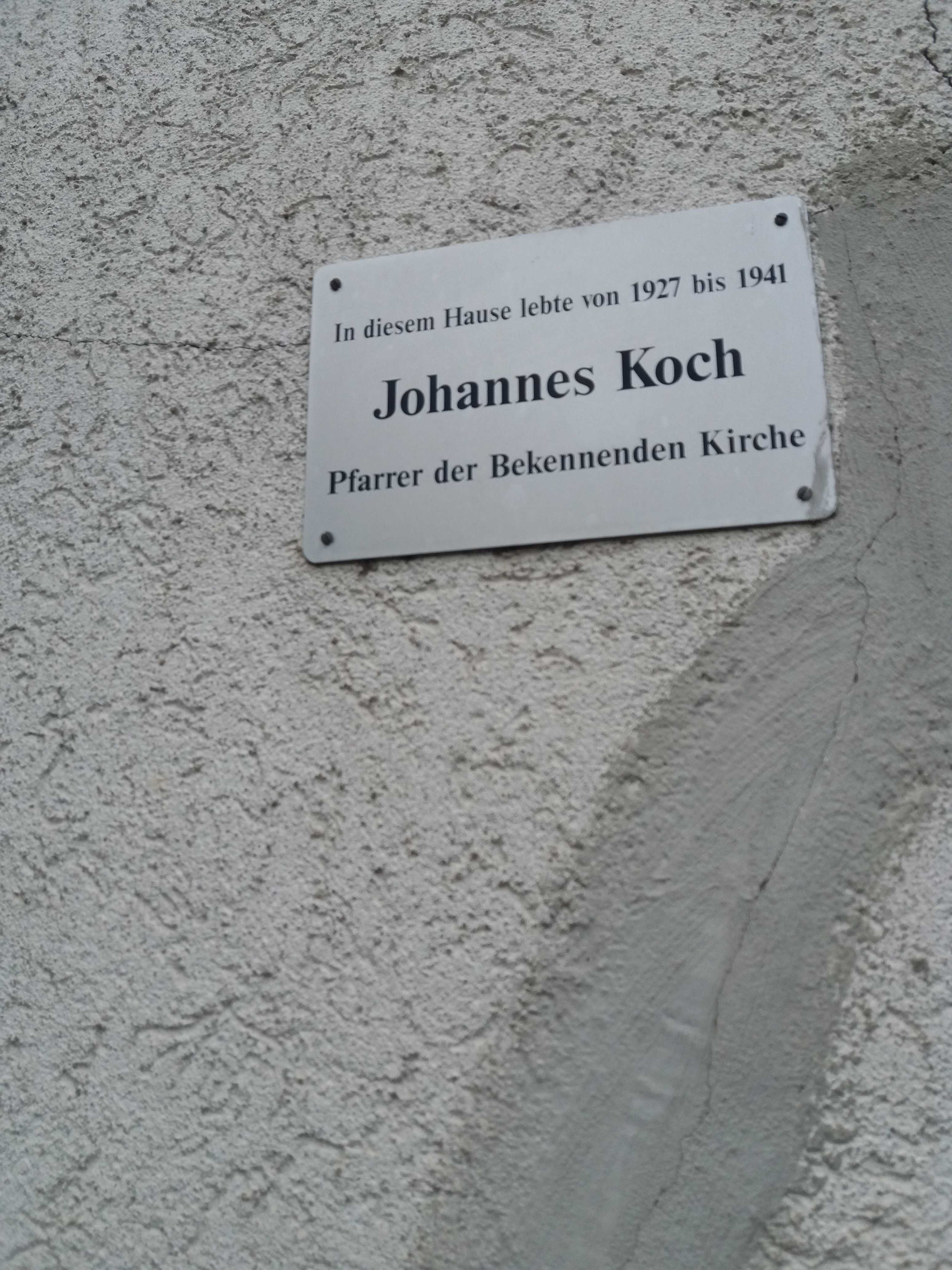
Gedenktafel in Oberwetz bei Wetzlar in Mittelhessen, wo Pastor Johannes Koch von 1927 bis 1941 lebte

Udo Johannes Koch-Mehrin (* 21. November 1899 in St. Vith; † 23. März 1968 in Kleve) war ein deutscher Pfarrer, Mitglied der Bekennenden Kirche und im Widerstand gegen den Nationalsozialismus tätig.

## Leben
Johannes Koch (Namenszusatz Mehrin seit 1946) war Sohn eines Oberbahnhofsvorstehers. Als 17-jähriger Gymnasiast meldete er sich während des Kriegs als Kriegsfreiwilliger und absolvierte während eines Fronturlaubs im Oktober 1918 das Kriegsabitur in Kleve. Am 21. Januar 1919 wurde er in Hildesheim aus der Armee entlassen und studierte danach in Bonn, später in Kiel und Münster Evangelische Theologie. 1923 legte er in Koblenz die erste und 1925 die zweite theologische Prüfung ab.

### Kirchentätigkeit
1927 wurde er Pfarrer im Kreis Wetzlar für die Doppelgemeinde Oberwetz und Griedelbach. 1934 trat er der Rheinischen Pfarrerbruderschaft und dann der Bekennenden Kirche bei. Dem nationalsozialistischen Rassenantisemitismus stand er ablehnend gegenüber. Nach dem Überfall auf Polen am 1. September 1939 brach er noch am gleichen Tag als Reservist der Wehrmacht seinen Urlaub in der Schweiz ab und kehrte zurück nach Deutschland, wo er von der Gestapo verhaftet wurde, da ihn ein Griedelbacher Lehrer als fahnenflüchtig und Landesverrat begangen zu haben bezichtigte. Er wurde in einem Kriegsgerichtsverfahren dann entlastet, am 6. September 1939 zur Wehrmacht eingezogen und dort als Dolmetscher in hessischen Gefangenenlagern mit englischen und französischen Offizieren eingesetzt. Im Winter 1940/41 wurde er aus der Wehrmacht entlassen. Von 1941 bis 1946 war er kommissarisch Pfarrer in Gruiten. 1946 wurde er auf eine Pfarrstelle in Wuppertal-Unterbarmen versetzt, wo er von 1950 bis 1952 als zuständiger Pfarrer den Wiederaufbau der Unterbarmer Hauptkirche leitete. 1956 wurde er als Pfarrer in die kleine niederrheinische Gemeinde Keeken-Schenkenschanz bei Kleve berufen. 1965 wurde er pensioniert.
Im Geheimen Staatsarchiv Preußischer Kulturbesitz befindet sich Schriftverkehr Kochs wegen verschiedener Strafverfahren mit dem Vorwurf der Staatsfeindlichkeit, Ausschluss aus der Nationalsozialistischen Volkswohlfahrt und Beschlagnahme von Büchern aus seinem Besitz, zudem eine Rekonstruktion seines Anklageschreibens an Adolf Hitler vom 18. Februar 1945. Weitere Dokumente befinden sich im Hessischen Hauptstaatsarchiv, im Landesarchiv Nordrhein-Westfalen Abteilung Rheinland und Archiv der Evangelischen Kirche im Rheinland.

### Familie
Um nicht mit dem gleichnamigen nationalsozialistischen Kirchenpräsidenten verwechselt zu werden, beantragte er nach dem Zweiten Weltkrieg mit Zustimmung der Genehmigung vom Mehriner Bürgermeister beim Regierungspräsidenten in Düsseldorf erfolgreich die Änderung des Familiennamens. In Mehrin wirkte einer seiner Vorfahren als Pfarrer.
Aus der Ehe mit Else Gerdes gingen drei gemeinsame Kinder hervor. Er war der Großvater der Politikerin Silvana Koch-Mehrin.

## Schriften
- Die Stellung des Christen zum Staat nach Röm. 13 und Apok. 13. In: Evangelische Theologie, Dezember 1948, S. 378–401. Als Vortrag 1938 in der Pfarrerbruderschaft der Synode Braunfels/Lahn gehalten.[9]
- Gehorsam und Widerstand gegen die Staatsgewalt im Spiegel der Konfessionen. In: Evangelische Theologie, Dezember 1952, S. 320–340. doi:10.14315/evth-1952-1-625

## Ehrungen

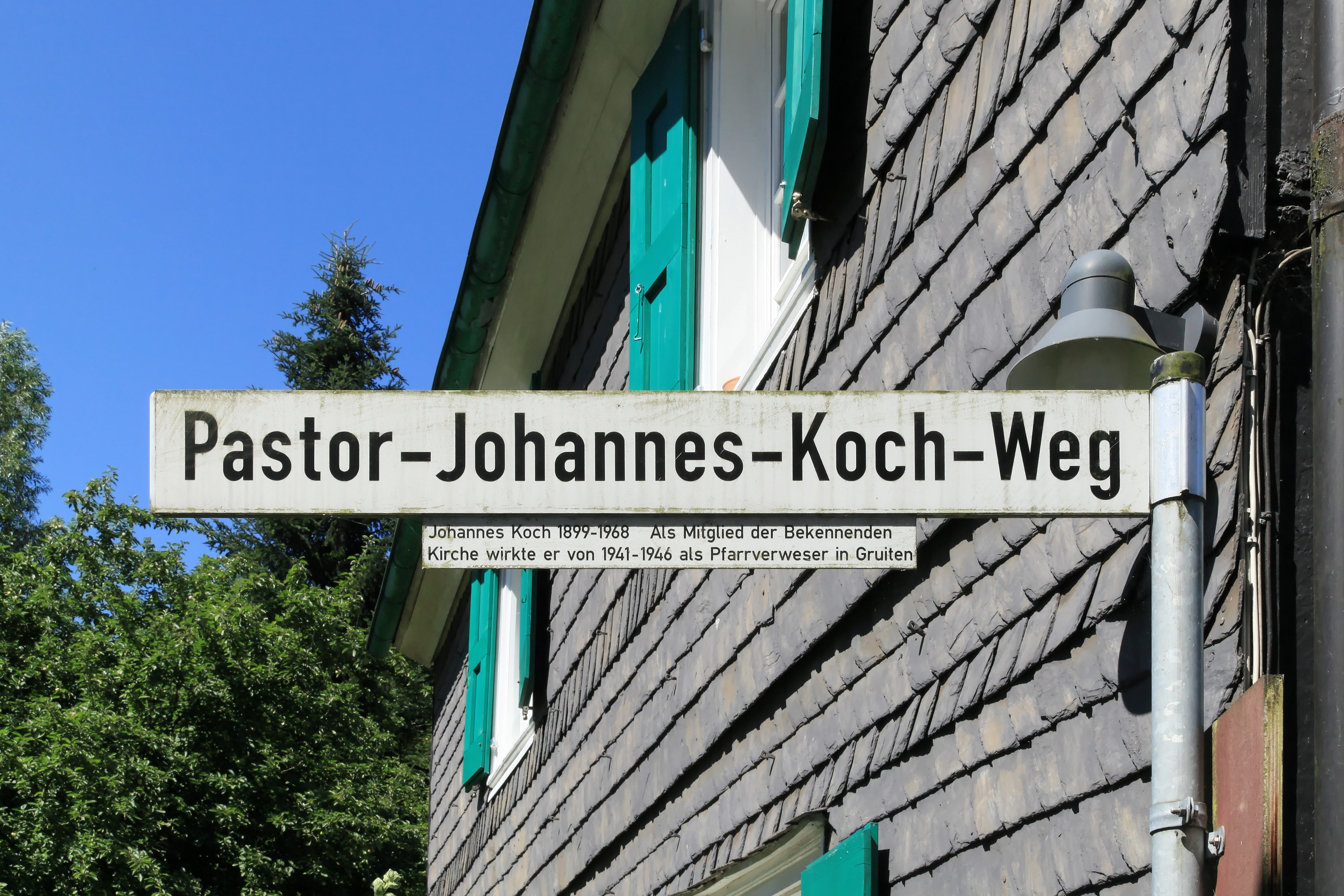
Straßenschild des gemeindefreien Pastor-Johannes-Koch-Wegs, Gruiten/Haan

- 24. Juli 1918: Eisernes Kreuz 2. Klasse, bei Villeblain
- Benennung des Pastor-Johannes-Koch-Wegs, Gruiten/Haan[10]